# Hatcher Hughes
Hatcher Hughes (ur. 12 lutego 1881 w Polkville, zm. 18 października 1945 w Nowym Jorku) – amerykański dramaturg, laureat Nagrody Pulitzera.
Był dziesiątym z jedenaściorga dzieci Andrew Jacksona i Marthy Polk Gold Hughesów. Ukończył szkołę średnią w Grover. W 1901 rozpoczął studia na The University of North Carolina. W 1907 otrzymał bakalaureat. W czasie I wojny światowej był w armii kapitanem i walczył we Francji. W 1918 napisał swoją pierwszą sztukę, A Marriage Made in Heaven. W 1924 dostał Nagrodę Pulitzera w dziedzinie dramatu za sztukę Hell-bent fer Heaven. W 1930 ożenił się z Janet Cool. Miał z nią jedną córkę.